# 週刊少年ジャンプ編集部
週刊少年ジャンプ編集部（しゅうかんしょうねんジャンプへんしゅうぶ）とは、株式会社集英社にある、日本の週刊少年漫画雑誌『週刊少年ジャンプ』の編集を専門に行う部署である。

## 概要

### 編集部の位置づけ
集英社内においては第三編集部内の一部署である。少年漫画雑誌『週刊少年ジャンプ』（以下『WJ』）の編集や『WJ』作品のアニメ・ドラマなどの二次派生作品の監修なども行う。最高部数は653万部を記録し、漫画雑誌のみならず、日本における定期刊行物で最も高い部数を誇る。売上が落ちた1996年以降も安定して300万部弱を売り上げるなど、名実ともに集英社の看板雑誌である。

### 設立経緯
元々、集英社には創業以来から少年漫画としては月刊誌『少年ブック』があったが、月刊誌ということもあり、『週刊少年マガジン』、『週刊少年サンデー』、『週刊少年キング』に比べると劣勢が続いていた。これを挽回するために、『少年ブック』の当時の編集長長野規は週刊雑誌刊行の道を探す。しかし当時の集英社会長であり、集英社の親会社小学館社長の相賀徹夫が『サンデー』のライバル誌となる週刊漫画雑誌の刊行を渋っていたため、実現には相賀や当時の集英社社長陶山巌の度重なる説得が必要であった。
1968年、こうした努力により、隔週誌という条件付けで相賀も渋々承諾した。ところが最終的には、相賀の意向により、隔週ではなく月2回刊行になった。隔週ならば発刊曜日が月5日あるときは月3部刊行となるが、月2回刊行ならば発刊曜日に関わらず、月2回の発行になる。
新雑誌名が『少年ジャンプ』（後の『WJ』）に決まり、1968年7月11日に創刊号発行。

## 仕事

### 部署構成など
編集長1人をトップに、副編集長3人、班長、平社員で構成されている。班制度をとっており、各班の班長が平社員をまとめている。『WJ』の巻末コメントは班員毎にまとまっており、毎週コメントされる。副編集長以上はコメントしない。「少年漫画」の編集者であることから「少年の心を分かることが大切」としており、現在にいたるまで男性社員のみで構成されており、女性が一人もいない。この事実はジェンダー平等の観点から何度か問題提起されたことがあるが、集英社は「女性を（意図的に）排除はしていない」と説明しており、少年ジャンプ+など系列誌には女性編集者が配属されているという。
創刊当時はアルバイト編集者もいたが、現在の編集者はすべて集英社の正社員である。ただし、編集以外の業務（アンケート集計や事務作業など）では現在も派遣社員やアルバイトが雇用されている。

## 業務

### 漫画編集
連載漫画
『WJ』内の連載漫画の編集業務が主な仕事である。基本的に1作品に1人の担当がつく。編集者によっては複数の作品を同時進行で担当する場合もある。また、既に連載が終了し次回作の制作に入っている作家にも担当者が付けられる。
漫画家本人と打ち合わせをし、作品の内容や方向性を二人三脚で決める。漫画の編集の仕方は、各編集者に任せられており、作品に大きな影響を与える。長期連載作品では途中で担当者が交代するのが慣例で、引継ぎの際に前任者が後任者に編集方針を指導することがないため作品の傾向がガラリと変わって読者アンケートの成績を大きく落とし、連載打ち切りにつながったケースもある（逆に人気の上がるケースもある）。
新人漫画
将来『WJ』で連載作家として活躍し得る人材を発掘するため、新人漫画家の持ち込みを担当する。より良い作品にするため、アドバイスをしたりもする。
『WJ』単独主催の新人賞では、連載作家に交代で審査員を務めてもらっているとはいえ編集部員の判断が選考のかなりの部分を占めるほか、『WJ』『SQ』合同主催の形を取る『手塚賞』『赤塚賞』でも選考に関わる。
『WJ』単独主催の新人賞で佳作以上を受賞した者に対してはその後、誌面でのデビューに向けて専属契約の手続きや執筆指導など深く関わっていく。『手塚賞』『赤塚賞』で佳作以上を受賞した者については、決定後に『WJ』『SQ』のどちらが担当するか部内で調整する。部内会議に出して連載登用が決定した場合は基本的にそのまま担当になるが、他作品の担当などの兼ね合いから連載時に担当者が変わる場合もある。
- 『WJ』から独立した『SQ』でも同様に単独主催の新人賞が展開されている。

### その他
雑誌掲載時のアオリ文を考え、アニメの監修などを漫画家に変わって行うなど他の仕事もある。看板漫画になると、アニメなど二次創作関連の監修を行う専門のメディア担当につくこともある。
他にも『WJ』内の懸賞の商品を買ったり、『WJ』内の企画に出演したりすることもある。

## 歴史

### 長野規体制

#### 少年ジャンプ創刊まで
1968年（昭和43年）、少年ブック編集長だった長野が異動し、少年ジャンプ編集部の初代編集長になったことで歴史がスタート。他にも少年ブック編集部からは中野祐介が副編集長待遇、西村繁男と加藤恒夫が平社員として異動。さらに貝塚ひろしを担当させるために石井一郎も追加異動させた（貝塚は若手編集者を担当させると軽く見られていると思う性格のため）。しかし少年ブック編集部も人材が余っているわけではなく、集英社自体も前年『セブンティーン』を創刊していたことで社内全体で人材不足が深刻化しており、編集者の確保が問題となった。長野は集英社の親会社小学館から発行され先行していた『週刊少年サンデー』に協力を要請するが、「一ツ橋グループ内に週刊の少年漫画誌は2誌も要らない」と一蹴された。
長野は苦肉の策として、集英社外のフリー編集者を使うことを提案。応募した桜木三郎、遠崎史朗、村上（すぐに退社したため名前は不明）の3人が編集助手として採用される。前述のように人手不足が深刻化しており、正社員と同じ仕事量でありながら、給与は諸手当込で3万円と不利な労働条件だったが、これが後に発生する労働争議の火種となってしまった。なお面接をした中野は3人の能力に疑問を持ちながらも、不利な条件にもかかわらず働いてくる3人に対して将来の社員登用も考えていたが、長野はあくまで臨時採用と考えていた。採用後すぐに抜けた村上の代わりに山田和夫が編集助手に採用される。
正社員5名とアルバイト編集者3名の計8名が創刊時の編集部だった。創刊当時は月2回発刊で、3名加わったとは言え、人材不足は未だ解消されていなかった。

#### 月2回発刊誌から週刊誌へ
1969年（昭和44年）、ライバルである講談社が幼年向け月刊誌『ぼくら』を『週刊ぼくらマガジン』として週刊化する方針が伝わる。これを受けて小学館ではそれに対抗する新しい週刊誌の発行を模索するが、当時の小学館には全くの新雑誌を創刊できる余力がなかったため、同じ一ツ橋グループである集英社の『少年ジャンプ』を週刊化して対抗することを決定。これにより少年ジャンプは当初の目標だった週刊誌化を果たす。
これに伴い『少年ブック』は休刊が決まり、少年ブック編集部は少年ジャンプ編集部に統合される。少年ブック編集部の編集者と宣伝課からの6名の異動により、8名だった少年ジャンプ編集部は14名になった。この時加わったメンバーには前年1968年に集英社に入社および少年ブック編集部配属になり、後に『トイレット博士』を担当する角南攻もいた。他週刊少年誌の編集部は当時でも20名以上で構成されており、14名と増えても以前と変わらず人材不足の状態であった。実際に2009年5月時点のWJ編集部の人数は22名とその後増えている。
また、『少年ブック』の実質的な後継となる『別冊少年ジャンプ』（後の月刊少年ジャンプ。以下『MJ』）も創刊した。

長野体制において、専属契約制度やアンケート至上主義も考え出されるなど、基本となる構造はこの時期に培われた。

#### 非正規労働者による労働運動
前述のとおり、創刊時より編集助手を使っていたが、これはWJ編集部に限ったことではなく、多くの編集部で非正規労働者が存在していた。中には正社員と全く同じ仕事をする者もいたが、給与や福利厚生は正社員のものより低待遇のものであった。正社員の労働組合は結成されていたが、非正規労働者のための組合はなかった。1969年頃、非正規雇用者の待遇改善を求める動きが高まって「集英社臨時労働者組合」が結成された。そのトップである初代委員長は遠崎であった。西村は遠崎と個人的に親しかったこともあり、長野から組合崩しの密命を受けて説得を試みるが失敗する。
組合運動が本格化すると、集英社は非正規雇用者の正規社員登用試験を組合の決起集会の日にぶつけることで、組合潰しは成功する。なお長野と西村によって少年ジャンプ編集部からは遠崎以外は組合加盟者はいなかった。正規社員登用試験へはジャンプ編集部からは5人受験し、桜木、山田、谷口忠男の3人が合格。一方で、遠崎は組合活動失敗によって自身の正社員登用の目がないと知ると、漫画原作者の道を志す。

#### 生え抜き社員の登場
1970年（昭和45年）4月の定期採用で後藤広喜、中野和雄の2人が集英社に入社し、WJ編集部に配属。正式にWJ編集部に新人が配属されたのは2人が初である（角南は少年ブック配属で掛け持ち）。同期入社であることから、2人はライバルとして編集長の地位を争っていく。後藤は『ドーベルマン刑事』などのシリアス方面で、中野は『キン肉マン』に代表されるギャグ方面でヒット作を送り出していく。

### 中野祐介体制
編集長が中野祐介に移ると、副編集長は西村と阿部高久の2人になる。
1975年（昭和50年）4月に堀内丸恵、太田富雄が集英社に入社、WJ編集部に配属。
1976年（昭和51年）4月の定期採用では鳥嶋和彦が集英社に入社し、WJ編集部に配属。鳥嶋は後に鳥山明、桂正和を発掘し敏腕編集者になる。
この年に中野が入院、胃の摘出手術を受けている。年末に復帰。

### 西村繁男体制

#### 主な出来事
西村体制においては、堀内が担当を務める秋本治の『こちら葛飾区亀有公園前派出所』がスタート。アンケート至上主義の『WJ』において連載継続40年、単行本全201巻発刊を果たし、後の『ドラゴンボール』と並んで雑誌全体を代表する作品となった。
1977年（昭和52年）4月に根岸忠、翌1978年（昭和53年）は鈴木晴彦が入社。鈴木は高橋陽一を発掘する。同年3月に中野が編集長を退き、西村が正式に編集長に昇格する。
1979年（昭和54年）4月の定期採用で堀江信彦、椛島良介が集英社入社、WJ編集部に配属。椛島は麻布→早稲田と完全に西村の後輩であった。5月、第三編集部部長であり2代目編集長の中野祐介が編集長となり『ヤングジャンプ』（後の『週刊ヤングジャンプ』。以下『YJ』）を創刊。これに伴いWJ編集部にも編集者の協力を求められ、中野祐介の指名で角南と山路則隆の2名がYJ編集部に異動した。
1980年、鳥山の『Dr.スランプ』がアニメ化にも伴って大ヒット。メディアミックスが図られていくことになる。西村自身はブック編集部時代の経験から、漫画家・編集部の意思が反映されないアニメ化に抵抗感があったため、アニメ化に際しては編集部による監修を行った。また他にも『キャプテン翼』『キン肉マン』など連載漫画のアニメ化→ヒットが相次ぎ、テレビ局などから連載漫画の青田買いを行う動きが出てきたことから、「連載が1年未満の作品のアニメ化は許可しない」方針を打ち出した。
1981年（昭和56年）年の定期採用では茨木政彦・高橋俊昌が入社。茨木はえんどコイチ・小畑健・森田まさのりらを発掘。一方の高橋はWJ編集部において異端の存在であった鳥嶋に接近し冨樫義博・まつもと泉らを発掘した。
1982年7月、西村は新人育成を目的として『フレッシュジャンプ』（FJ）を創刊。その一方で、『東大一直線』の小林よしのりと対立し専属契約を打ち切らせた。

#### ラブコメの排除
競合の『サンデー』に連載された『うる星やつら』『タッチ』の相次ぐヒットにより、1980年代初頭はラブコメブームが起こっていた。当時のWJ編集部においても編集者たちはラブコメを意識した漫画を推したり、既存の連載作者にも例え非ラブコメ作品であってもキャラクター同士の恋愛関係といったラブコメ的な内容を描かせるケースまであった。

西村は"少年"漫画であることを重視し、『WJ』では意識的にラブコメ路線の排除をねらったが、高橋が担当したまつもとの『きまぐれオレンジ☆ロード』などヒット作品も生まれたほか、堀江担当の北条司作品にもラブコメ的な要素が含まれており徹底は出来なかった。現在でも作中で恋愛的な内容を意識して描かないようにしている作家がいるが、西村が『SJ』に転出した後は、ラブコメ路線どころか少年誌における性描写の限界に挑んだことすらあった。

なお、『MJ』ではこの頃からお色気路線が前面に出るようになり、販売的にも全盛期に差し掛かっていた。

#### 第4代編集長争い
西村の編集長昇格に伴い、加藤が副編集長になる。このまま順当に行けば加藤が編集長だが、中野祐介も西村も加藤の編集長就任には否定的だった。加藤は細かすぎる性格であり、漫画家とスタッフの個性が潰されると考えたためだった。

結果として、初の生え抜き社員の後藤、中野和雄が4代目の編集長候補となる。2人は入社から切磋琢磨してきて、両者ともに副編集長までは同時に昇進した。しかし、正反対の性格の副編集長が2人いることで、編集部内の意思統一が難しくなった。西村は後藤に編集長を譲る考えの元、その前準備として、中野和雄を『FJ』の副編集長へと変える。なお、長野は2人を1年交代で担当を入れ替えて、その実績によって判断すべきと考えていた。次期編集長の実質上の決定は余計に2人の対抗意識を煽ることになり、後に中野和雄は『FJ』成功のためにWJ連載中の漫画家を連載させるなど、新人育成という当初の目的から外れていく。1988年（昭和63年）12月、西村は『FJ』休刊を決断。中野和雄は子会社に左遷された。

### 後藤広喜体制
1986年（昭和61年）、8年間編集長を務めた西村が編集長から退き後藤が編集長に昇格。西村は発行人に昇格し、さらに『スーパージャンプ』（SJ）を立ち上げ同誌の編集長となった。
1987年（昭和62年）、荒木飛呂彦『ジョジョの奇妙な冒険』が椛島担当で連載開始。同年、後に『SLAM DUNK』を手掛ける井上雄彦がホップ☆ステップ賞に投稿。これをMJから異動してきた中村泰造が見つけ、関係を築く。
1988年（昭和63年）8月の集英社定時株主総会で社長に若菜正が就任、集英社内部の大改革が始まる。役員の若返り、大規模な横断的人事などである。WJ編集部も若菜の改革に晒されるが、担当役員の西村は拒絶する。当時の『WJ』は順調に発行部数を伸ばしていたこともあり、西村の意向が通る。
1993年（平成5年）、後述の次期編集長争いを巡って、西村が発行人を外れる。後藤は退任までの約半年間、本誌史上初の編集長兼発行人となった。

この時代には佐々木尚が入社。佐々木は次の堀江体制下で和月伸宏を発掘し『るろうに剣心』を大ヒットさせた。また、1991年（平成3年）の定期採用で入社した瓶子吉久は高橋和希を見いだし『遊☆戯☆王』を世界的トレーディングカードゲームの原作に育てた。

### 堀江信彦体制
後藤の退任が迫る中、若菜をはじめとする取締役会では後任に若菜の大学の後輩である鳥嶋を推す声が高まる。これを受けて、第三編集部は『WJ』編集部に編集長代理を新設し、鳥嶋を昇格させる形で就任させた。しかし、後藤は退任において後任に鳥嶋ではなく3期下の堀江を指名し、自身は『WJ』発行人及び第三編集部部長に昇格した。この決定を受け、鳥嶋はゲーム仲間でもあった高橋俊昌を引き連れ『WJ』を離れ、新たに『Vジャンプ』（VJ）を創刊し、初代編集長に就任した。このとき鳥嶋は第三編集部次長に昇格し、堀江の上司となり、「雑誌作りに専念できる状態ではなかったことはまちがいない」と西村繁男は述べている。
1994年（平成6年）12月末に発売の1995年（平成7年）3・4号において、史上最高発刊部数653万部を記録。しかし、約半年後の1995年5月に看板作品であった『ドラゴンボール』が連載終了し、部数が急激に減少に転ずる。編集長の堀江は『ドラゴンボール』の終了を知らされていなかったという。さらに、翌1996年（平成8年）に『スラムダンク』も連載終了し、部数減少に拍車がかかることとなる。この年の発刊部数は前年を下回った。これらの責任を取らされる形でこの年、取締役会直属の人事で堀江は更迭、鳥嶋が編集長として『WJ』に呼び戻されることとなった（高橋も共に復帰）。堀江は『メンズノンノ』編集長に転出する形でジャンプおよび第三編集部を去った。

社内で完全に失脚した堀江は2000年（平成12年）の『BART』廃刊をきっかけに退職し、北条・根岸・原哲夫らとコアミックスを設立。『コミックバンチ』『コミックゼノン』など、WJで連載経験のあった作家を起用した雑誌を手がけ、『蒼天の拳』では原作も担当。クリエイターならびに経営者としての成功を手にした。
一方で、この時代には浅田貴典・嶋智之・矢作康介が入社。次の鳥嶋体制下で浅田が尾田栄一郎と久保帯人、嶋が藤崎竜、矢作は岸本斉史をそれぞれ発掘した。また矢作は『HUNTER×HUNTER』初代担当として冨樫との関係を築いた。

### 鳥嶋和彦体制
鳥嶋体制において、その復活が図られることになる。それまでWJ編集部の編集長交代時には、前編集長より後輩が選ばれていた。鳥嶋は堀江の3年先輩であり、編集長が先輩に受け継がれた初めての事例であった。また鳥嶋は1993年（平成5年）にテレビゲームを中心とした内容の『VJ』を立ち上げて創刊編集長となっており、それまで『少年ジャンプ』編集部内での内部昇格が基本だった編集長の座に、ジャンプ系列誌とはいえ別雑誌の編集長が横滑りしてくるという点でも異例の人事だった。発行人は前任の編集長がそのまま昇格するのが慣例であったが、堀江が更迭されたため『YJ』に異動していた山路が就任。しかしこの体制の『WJ』編集部は事実上、鳥嶋がワントップで率いることになった。
編集長に就任した鳥嶋が最初にやったことは、堀江から引き継いだ10件弱の新企画をすべて潰すことだったという。
1997年（平成9年）『ONE PIECE』、1999年（平成11年）の『NARUTO -ナルト-』など、後の『WJ』の看板作品となる作品も鳥嶋体制で連載開始された。
こうした改革はなされたが、部数の下落を食い止めることはできず、ついに競合の講談社『週刊少年マガジン』に発刊部数1位の座を明け渡すことになる。

2000年の定期採用で中野博之が入社。中野は『世紀末リーダー伝たけし!』連載中に児ポ法違反で逮捕された島袋光年を見捨てず、次作『トリコ』のヒットで更生させた。また田村隆平を発掘し『べるぜバブ』を長期連載に導いた。

### 高橋俊昌体制
2001年（平成13年）、鳥嶋から指名を受ける形で、副編集長の高橋が編集長に就任。鳥嶋は第三編集部長に昇格し、発行人に専念する。
2002年（平成14年）、高橋体制において『マガジン』に追い抜かれていた部数を抜き返してトップに返り咲く。しかし、WJ発刊部数は増えたわけではなく、1996年以来落ち続けていた。単に『マガジン』の部数の落ちが、『WJ』のそれよりも急激だっただけである。また同年、大西恒平が入社。大西は『銀魂』の空知英秋、『鬼滅の刃』の吾峠呼世晴らを発掘した。
2003年（平成15年）1月、高橋がクモ膜下出血により44歳で現職のまま急逝。直後の2003年11号は盟友であり発行人の鳥嶋が編集長を兼務する形で刊行された。

### 茨木政彦体制
2003年、急逝した高橋に代わり、副編集長の茨木政彦が編集長に昇進。発行人は引き続き鳥嶋が務めた。

売上が最盛期の3分の1に落ち込んでいた『MJ』を2007年（平成19年）6月6日に発売した2007年7月号限りで休刊。同年11月、「月刊漫画誌の新しい可能性を求めて」、『ジャンプスクエア』（以下『SQ』）を創刊した。茨木が両誌の編集長を兼任、嶋と瓶子も『SQ』に転出した。これ以降、『WJ』と『SQ』の人事交流が本格化する。
2004年（平成16年）の定期採用で中路靖二郎が入社。中路は『SPY×FAMILY』の遠藤達哉、『ぬらりひょんの孫』の椎橋寛、『怪獣8号』の松本直也を発掘した。翌2005年（平成17年）、齋藤優と籾山悠太が入社。齋藤は藤巻忠俊を発掘し『黒子のバスケ』を長期連載にさせ、籾山は電子媒体立ち上げで中心的な役割を果たした。

### 佐々木尚体制
2008年（平成20年）、茨木が『SQ』編集長に専念するため退任。佐々木が後任の編集長に就任した。ただし、佐々木は鳥嶋ではなく、堀江の派閥であった。
佐々木体制においては、1996年以来下げ続けていた発刊部数の下落に歯止めがかかり、微増ながら部数上昇を果たす。
2009年（平成21年）4月よりテレビ東京系列で「サキよみ ジャンBANG!」の放送に協力。この番組は今までと違い、漫画紹介だけではなく、ジャンプ編集部や編集など漫画の作られ方にもスポットを当てた新しい形の番組であった。
2010年（平成22年）の定期採用で片山達彦が入社。片山は吾峠を連載可能なレベルに引き上げるとともに、『呪術廻戦』の芥見下々を発掘した。

### 瓶子吉久体制
2011年（平成23年）、編集部の大先輩の堀内丸恵が集英社社長に就任したのと前後して、佐々木が退任。『SQ』副編集長（当時）だった瓶子がWJ編集長となった。翌2012年には矢作が『SQ』第3代編集長、中野博之が『最強ジャンプ』副編集長にそれぞれ転出、入れ替わりに細野修平が異動して副編集長に就いた。

この時代は、編集長の瓶子よりも、細野とその部下になった籾山の活躍の方が目立った。細野が主導した電子版『ジャンプBOOKストア!』、『ジャンプLIVE』→『少年ジャンプ+』（J+）を事業化し、デジタルコンテンツの世界へ本格的に進出する。2014年（平成26年）、瓶子は『J+』初代編集長も兼任した。

瓶子体制では『こち亀』『NARUTO』『BLEACH』などが連載を終了した。

### 中野博之・大西恒平・細野修平体制
2017年（平成29年）31号で、『最強』から復帰した中野博之がWJ編集長に就任。大西が中野を補佐する「メディア担当編集長」としてメディアミックス展開を担当することになった。なお瓶子が兼任していた『J+』編集長には細野が就任し、WJ編集部は史上初の編集長3人体制となった。『J+』副編集長には『WJ』の中路と『SQ』の林士平が選ばれ転出した。
中野・大西・細野体制下では創刊50周年記念事業を展開。競合の『マガジン』『サンデー』とのコラボレーション企画を実現するなど、少年漫画業界全体の底上げも図ろうとしている。

連載作品からは『鬼滅』『呪術廻戦』が、テレビアニメの放送がきっかけで社会現象と呼ばれるほどの大ヒット作に成長して、『WJ』の存在感を再び不動のものとした。
2019年（令和元年）12月、集英社は『J+』に続いて総合電子書籍サイト『ゼブラック』を立ち上げ、この責任者に『J+』副編集長だった中路が就く。『WJ』『J+』掲載作品の一部はゼブラックでも取り扱うが、『J+』ではゼブラックとの差別化のため、『WJ』本誌ではタブーとされている打ち切り作品の復活など、様々な実験的取り組みを行うようになる。車田正美が打ち切り決定に抗議し「未完」と書き殴った『男坂』の連載を30年ぶりに再開させたほか、『J+』から『WJ』本誌への移籍、『週プレNEWS』『マンガMee』など集英社の他の電子書籍・サイトと『J+』の並行連載も行われるようになった。
2022年11月、『ジャンプBOOKストア!』を『ゼブラック』に統合して終了させた。
2023年現在は、『SQ』編集長を退任した矢作が瓶子に代わって発行人を務めている。

### 齋藤優・中野博之・大西恒平・中路靖二郎・籾山悠太体制
集英社は、2024年（令和6年）6月18日付で定期人事異動を発令。同月24日にYouTubeの公式チャンネルで公開された『ジャンプPRESS』に中野が出演し、動画の最後に自身が編集長を退任し、後任の第12代編集長に副編集長の齋藤が昇格すると明らかにした。中野は『ONE PIECE』専任メディア担当編集長、細野は海外向け配信サイト『MANGA Plus by SHUEISHA』編集長に転出し、『J+』編集長はゼブラック立ち上げ後も副編集長を兼任していた中路が昇格、新たに籾山がメディア担当編集長となった。この結果、『J+』も編集長複数人体制となった。なお大西は『ONE PIECE』以外の作品に関するメディア担当編集長を引き続き務め、発行人は矢作で変わりない。これにより、WJ編集部には史上最多の5人の編集長が存在することとなった。
斎藤の編集長就任後最初の仕事は、『僕のヒーローアカデミア』の堀越耕平と、『呪術廻戦』の芥見から出されていた連載終了の希望を受け入れることだった。これにより、『ヒロアカ』は同年8月5日発売号を最終話として完結、『呪術』は同年9月30日発売号をもって連載を終了することが決まった。

## 週刊少年ジャンプ編集部を描いた作品

### 小説
- 西村繁男『さらば わが青春の『少年ジャンプ』』（飛鳥新社）増補版(幻冬舎文庫) - 単行本は単なる回顧録だが、文庫版は1990年代のWJ編集部内の混乱を赤裸々に語った内容となっている。
- 西村繁男『漫画王国の崩壊』（ぶんか社） - 過激な内容のためフィクションと銘打ち、登場人物や雑誌名こそ架空の名前だが、西村の集英社社員時代の派閥闘争が露骨に描かれている。

### 漫画
- 『こちら葛飾区亀有公園前派出所』（秋本治） - コミックス6巻収録「ふれあい運動会の巻」において、1977年当時のWJ編集部が登場する。
- 『少年リーダム』（原作・西村、作画・次原隆二） - 西村の「さらば わが青春の『少年ジャンプ』」を原作とした漫画。1980年代のWJ編集部を舞台にしている。他社のため、編集者名や雑誌名は架空のものに変えられている。
- 『バクマン。』（原作・大場つぐみ、作画・小畑健） - フィクションだが、佐々木体制時点での現実のWJ編集部の名称や編集者名がそのまま出てくる。
- 『そしてボクは外道マンになる』（平松伸二） - 平松の自伝的な作品。1970年代中期 - 80年代前半のWJ編集部が舞台となるエピソードもあるが、編集者名は架空のものに変えられている。